# Daniel Shek
Daniel Shek, né le 16 juin 1955 en Israël, est un diplomate israélien. Il est ambassadeur d'Israël en France entre le 18 septembre 2006 et le 3 décembre 2010, poste auquel il a remplacé Nissim Zvili et auquel lui a succédé Yossi Gal.

## Biographie
Il est depuis 2009 séparé de son épouse Marie, historienne et conservateur d'art contemporain. Il est père de deux garçons. Diplômé d'histoire, de littérature et langue française (Université hébraïque de Jérusalem), il parle couramment, outre l'hébreu et le français, l'anglais et l'allemand.

## Parcours politique et diplomatique
Entré au ministère des Affaires étrangères à Jérusalem en 1985, il y a été récemment chargé de la direction du département chargé de l'Europe de l'Ouest, mais a également occupé le poste de porte-parole et directeur du département Presse, puis directeur adjoint du Cabinet du ministre.
En 1989, il a été membre de la mission israélienne aux Nations unies à New York ; de 1990 à 1994, il a été porte-parole et conseiller de presse à l'ambassade d'Israël à Paris ; et de 1997 à 2000 il a été consul général d'Israël pour la région Pacifique Nord-Ouest à San Francisco.
Daniel Shek a également été traducteur indépendant de livres et de films (français, anglais et allemands), et directeur général de Britain Israel Communication and Research Centre (BICOM).
En tant qu’ambassadeur d’Israël en France, il explique prendre part à la lutte contre le mouvement de boycott des produits issus des colonies israéliennes en Palestine : « Nous encourageons des organisations à porter plainte contre les organisateurs du boycott. Nous conduisons des activités politiques à l’ambassade en liaison directe avec des ministres, des organisations, des étudiants et des consommateurs, qui se réveillent ».
Il a reçu les insignes d'Officier de la Légion d'honneur le 12 mai 2011.